# Älgtjärnen (Dalby socken, Värmland)
Älgtjärnen är en sjö i Torsby kommun i Värmland och ingår i Göta älvs huvudavrinningsområde. Älgtjärnen ligger i Åskakskölen Natura 2000-område.